# FKA 트위그스
탈리아 데브렛 바넷(영어: Tahliah Debrett Barnett, 1988년 1월 17일 ~ 현재)은 FKA 트위그스(FKA Twigs)라는 이름으로 활동하는 잉글랜드의 싱어송라이터, 프로듀서, 댄서이자 배우이다. 글로스터셔주의 첼트넘에서 태어났으며, 17살이 되던 때에 사우스런던으로 이사를 가고 백업 댄서 일을 하기 시작하였다. 2012년과 2013년에 익스텐디드 플레이 “EP1”과 “EP2”를 내면서 음악적인 경력도 시작하였다.
첫 정규 음반인 “LP1”은 2014년 8월에 발매하여 비평적으로 찬사를 얻게 되고, 상업적으로도 영국 음반 차트에서 16위, 미국 빌보드 200 차트에서 30위를 기록하게 된다. 이후 2014년 머큐리상 후보에 오르게 된다. 이듬해에는 새로운 EP “M3LL155X”를 발매하여 마찬가지로 극찬을 받았다. 2019년에는 4년 간의 공백기를 깨고 “MAGDALENE”을 발매하였다. 전자 음악, 트립합, 알앤비, 아방가르드 등 다양한 장르를 소화한다.

## 어린 시절
탈리아 데브렛 바넷은 글로스터셔주의 첼트넘에서 태어났으며, 그곳에서 자랐다. 어머니는 스페인 혈통이었던 잉글랜드 여성으로 댄서이자 체조를 하는 사람이었으며, 아버지는 자메이카인으로, 음악가였다. 바넷은 어머니와 새아버지와 함께 자랐으며, 18살이 될 때까지는 친아버지를 만나지 못하였다. 바넷은 글로스터셔에서 자랐으며, 그곳을 "아무 것도 없는 것의 가운데"라고 표현하였다. 11살부터 18살까지 다니는 사립 가톨릭 학교 세인트 에드워즈 학교를 다녔다. 해당 학교에서 바넷은 장학금을 받으면서 생활하였다. 어린 나이부터 바넷은 오페라와 발레 수업을 받았으며, 몇몇 세인드 에드워즈 학교 활동에 참여하였다.
16살이 되던 해에 바넷은 유소년 클럽에서 음악을 만들기 시작했다. 그리고 17살 때, 댄서로서의 경력을 쌓기 위하여 사우스런던으로 이사를 하였고, 그곳에서 브릿 스쿨도 다녔다. 춤에서 음악으로 초점을 바꾼 후, 예술 교육을 받기 위해 브릿 스쿨에서 크로이던 대학으로 옮겼다. 바넷은 카일리 미노그, 플랜 B, 에드 시런, 타이오 크루즈, 디온 브롬필드, 제시 제이, 레치 32와 같은 음악가의 뮤직 비디오에서 백업 댄서로 참여하였다. 바넷은 제시 제이의 2010년 노래 ‘Do It like a Dude’에 출연하였으며, 이듬해 ‘Price Tag’의 뮤직 비디오에도 출연하였다. 또한 디온 브롬필드의 ‘Yeah Right’에도 나왔다. 2011년, 바넷은 2분짜리 BBC 코미디 스케치 "비욘세 원츠 그로세리스"에 슈퍼마켓의 백업 댄서 역할로 출연하였다. 18살, 바넷은 자신의 소리를 찾기 위해 런던 지역의 프로듀서들과 함께 일하기 시작했다. 이 무렵 바넷은 ‘I'm Your Doll’이라는 노래를 썼다. 하지만 결국 "정말 별로인 데모"만을 많이 제작하게 되었다. 한동안 바넷은 스트립 클럽에서 호스트로 일하였고, 더 박스에서 주기적으로 노래를 불렀다.

## 사생활
2014년 9월, FKA 트위그스는 배우 로버트 패틴슨과 연애를 시작하였다. 둘은 약혼까지 하였으나, 2017년 여름 관계를 마무리하였다.
2018년 5월, 트위그스는 인스타그램을 통해 2017년 12월 자궁에서 근종을 제거하는 수술을 받았다고 밝혔다. 이때 "매일 고통의 과일 그릇과 함께 사는 것"이라고 표현하였고, 이 병을 앓고 있는 다른 여성들에게 존경을 표하였다.
트위그스는 2018년 중반부터 2019년 5월까지 미국의 배우 샤이아 러버프와 관계를 맺었다. 이 둘은 영화 허니 보이를 촬영하면서 만났다. 2020년 12월, 트위그스는 로스앤젤레스에 있는 러버프를 사귀는 동안 정서적 및 성적 학대, 폭행한 혐의로 소송을 하였다. 이후 러버프는 트위그스의 모든 혐의를 부인하였다.

## 음반 목록

### 정규 앨범
- LP1 (2014)
- MAGDALENE (2019)
- Caprisongs (2022)

### EP
- EP1 (2012)
- EP2 (2013)
- M3LL155X (2015)

## 필모그래피

### 영화
| 연도 | 제목          | 참고      |
| ---- | ------------- | --------- |
| 2015 | M3LL155X      | 단편 영화 |
| 2019 | 허니 보이     |           |
| 2020 | 브라이튼 비치 |           |
| 2024 | 더 크로우     |           |

### 뮤직 비디오
| 제목                            | 연도 | 음악가        | 감독        | 출처   |
| ------------------------------- | ---- | ------------- | ----------- | ------ |
| "Traktor"                       | 2010 | 레치 32       | 벤 뉴먼     | [ 26 ] |
| "Do It like a Dude"             | 2010 | 제시 제이     | 에밀 나바   | [ 27 ] |
| "Price Tag"                     | 2011 | 제시 제이     | 에밀 나바   | [ 28 ] |
| "You Need Me, I Don't Need You" | 2011 | 에드 시런     | 에밀 나바   | [ 29 ] |
| "Yeah Right"                    | 2011 | 디온 브롬필드 | 에밀 나바   | [ 30 ] |
| "Time To Dance"                 | 2012 | 더 슈즈       | 대니얼 울프 | [ 31 ] |